# Едита Гепперт
Еди́та Ге́пперт (пол. Edyta Urszula Geppert-Loretz; нар. 27 листопада 1953, Нова Руда) — польська співачка, член Фонографічної академії ZPAV.

## Професійна кар'єра
Походить з музичної родини. Мати Едити Гепперт була угоркою, тому співачці є близькими мотиви угорського чардаша. Коли їй виповнилося п'ять років, дідусь купив їй акордеон.
Виступала в ансамблі пісні і танцю «Nowa Ruda». Навчалась на пісенному відділенні у Державній середній музичній школі імені Фредерика Шопена у Варшаві. Вона вперше представила себе широкій аудиторії у 1984-му на V Огляді сценічної пісні  у Вроцлаві. Невдовзі за виконання пісні «Jaka Róża, Taki Cierń» («Яка троянда, такий терн») вона отримала Головну премію імені Кароля Мусьола на XXI Національному фестивалі польської пісні в Ополі. Через рік вона виконала твір «Zamiast» («Натомість») у концерті «Przeboje» під час XXII Національного фестивалю польської пісні в Ополі, однак її виступ піддався телевізійній цензурі через текст, що негативно описує тодішні реалії життя в Польщі. У 1986 за виконання пісні «Och, życie kocham cię nad życie» («О життя, я люблю тебе більше за життя») здобула Гранд-прі XXIII Національного фестивалю польської пісні в Ополі.
У 1995 за виконання творів «Nie, nie żałuję» («Ні, не шкодую») та «Idź swoją drogą» («Йди своєю дорогою») здобулa найвищу нагороду на XXXII Національному фестивалі польської пісні в Ополі. У 1998 була відзначена Червоним бантом.
7 червня 2014, під час LI (51) Національного фестивалю польської пісні в Ополі була відзначена «Почесним золотим мікрофоном», нагородою, що присуджується Правлінням Польського Радіо за життєві досягнення.

## Характеристика творчості
Співає не лише спокійні та атмосферні пісні, вона також має справу з драматичними, рефлексійними, ліричними та кабаретними піснями. Вона також виконувала пісні у стилях кантрі, хардрок і хевіметал та реп. Її творчість найчастіше класифікують як «поетична пісня» чи «співана поезія» (авторська пісня), хоч співачка тих класифікацій не полюбляє. Її відповіддю на спроби «каталогізувати» її стиль було, сказано що вона є «співачкою, яка співає пісні». Пісня для Едити Гепперт є «різновидом короткого вірша, до якого додається музика, яка співається під час товариських заходів, наприклад, за столом, з друзями, з коханою людиною, щоб витерпіти нудьгу, якщо хтось багатий, і щоб стерпіти бідність, якщо хтось бідний».
Тексти до її пісень пишуть відомі польські автори, серед яких Яцек Циган, Магда Чапінська, Божена Птак, Войцех Млинарський, Агнєшка Осецька, Марек Дагнан та Єжи Фіцовський.
Він віддає перевагу власному сольному концерту як найкращій формі контакту з аудиторією. У своїй мистецькій діяльності вона дала близько 3 тисяч концертів наживо. В останні роки сольні концерти артиста включають пісні з усіх альбомів, а також пісні, які ніколи не виходили, а також найвідоміші хіти. У 1985–2002 роках з Гепперт постійно співпрацювали піаніст Томаш Баєрський і гітарист Генрик Альбер. З 2002 року співачці акомпанували: піаністи Кшиштоф Гердзін або Пьотр Матущик, трубач Єжи Шарецький та гурт «Kroke".

## Приватне життя
Від 1985 її чоловіком є актор і педагог Пйотр Лорец (син актора Мечислава Мілецького і акторки Галини Міхальської-Лорец (пол. Halina Michalska-Loretz)). Мають сина Мечислава (1988 р.н.).

## Нагороди та відзнаки
У 2007 з рук міністра Казімежа Уяздовського отримала срібну медаль «За заслуги в культурі Gloria Artis».
3 травня 2009 на урочистостях у Сенаторській Залі Королівського замку у Варшаві Президент Польщі Лех Качинський відзначив співачку Кавалерським Хрестом Орден Відродження Польщі.

## Дискографія
| 1986                       | Och, życie kocham cię nad życie - Дата: 1986 - Видавець: Arston/Polskie Nagrania                 | –  |                   |
| 1991                       | Historie prawdziwe - Дата: 1991 - Видавець: ZPR Records                                          | –  |                   |
| 1992                       | Follow The Call - Дата: 1992 - Видавець: ZPR Records                                             | –  |                   |
| 1994                       | Śpiewajmy - Дата: 1994 - Видавець: Kompania Muzyczna Pomaton                                     | –  |                   |
| 1997                       | Pytania do księżyca - Дата: 1997 - Видавець: PolyGram Mercury                                    | –  |                   |
| 1998                       | Pamiętnik, czyli kocham cię życie - Дата: 1998 - Видавець: ZPR Records                           | –  | - золотий диск    |
| 1999                       | Debiut - Дата: 5 травня 1999 - Видавець: PolyGram Polska                                         | –  |                   |
| 2002                       | Wierzę piosence - Дата: 18 листопада 2002 - Видавець: Universal Music Polska                     | –  |                   |
| 2006                       | Śpiewam życie (з гуртом «Kroke») - Дата: 2 жовтня 2006 - Видавець: Agencja Artystyczna Edyta/EMI | 11 | - золотий диск    |
| 2008                       | Nic nie muszę — 25-Lecie - Дата: 29 вересня 2008 - Видавець: Agencja Artystyczna Edyta/EMI       | 8  | - платиновий диск |
| 2011                       | Święta z bajki - Дата: 14 листопада 2011 - Видавець: Agencja Artystyczna Edyta/Empik             | 37 |                   |
| «–» не потрапив до списку. |                                                                                                  |    |                   |

| Рік  | Назва                                                                | Позиція у хіт-параді | Сертифікат ZPAV |
| Рік  | Назва                                                                | POL                  | Сертифікат ZPAV |
| ---- | -------------------------------------------------------------------- | -------------------- | --------------- |
| 2017 | The Best of - Дата: 10 листопада 2017 - Видавець: Warner Music Group | 13                   | - золотий диск  |

| 1986                       | Edyta Geppert Recital — Live - Дата: 1986 - Видавкць: Pronit/P.Z. Polmark                          | –  |                |
| 2006                       | Moje królestwo (і Кшиштоф Гердзін) - Дата: 1 травня 2006 - Видавець: Agencja Artystyczna Edyta/EMI | 24 | - золотий диск |
| «–» не потрапив до списку. | |    |                |

| Рік  | Назва                                | Позиція у хіт-параді | Позиція у хіт-параді | Альбом                          |
| Рік  | Назва                                | PR1                  | LP3                  | Альбом                          |
| ---- | ------------------------------------ | -------------------- | -------------------- | ------------------------------- |
| 1985 | «Jaka róża, taki cierń»              | 3                    | –                    | Och, życie kocham cię nad życie |
| 1985 | «Nocny dyżur»                        | 3                    | –                    | Och, życie kocham cię nad życie |
| 1985 | «Słynne gładkie 'ł'»                 | –                    | 22                   | –                               |
| 1985 | «Życie, kocham cię nad życie»        | 2                    | –                    | Och, życie kocham cię nad życie |
| 1985 | «Punkt zwrotny»                      | –                    | 35                   | Edyta Geppert Recital — Live    |
| 1986 | «Mój człowiek»                       | 3                    | –                    | Och, życie kocham cię nad życie |
| 1988 | «Szukaj mnie»                        | 2                    | –                    | –                               |
| 1989 | «Święta z bajki»                     | 10                   | –                    | –                               |
| 1990 | «Mamo… córko»                        | 2                    | –                    | Follow the Call                 |
| 1991 | «Z duszą na ramieniu»                | 5                    | –                    | Historie prawdziwe              |
| 1991 | «Niewiele chciał»                    | 3                    | –                    | Historie prawdziwe              |
| 1997 | «Poeci nie zjawiają się przypadkiem» | –                    | 40                   | Pytania do księżyca             |
| 1999 | «Debiut…»                            | –                    | 34                   | Debiut                          |
| 2006 | «Śpiewam życie» (з «Kroke»)          | –                    | 49                   | Śpiewam życie                   |
| 2008 | «Sentymentu mgła»                    | –                    | 39                   | Nic nie muszę — 25-Lecie        |

| Рік  | Назва               | Трек                                                                                         | Джерело |
| ---- | ------------------- | -------------------------------------------------------------------------------------------- | ------- |
| 1983 | Академія пана Ляпки | - «Kwoka» (з Пьотрем Фрончевським і Дитячим ансаблем «Akademia Pana Kleksa») - «Psie Smutki» | [ 33 ]  |
| 1985 | Подорожі пана Ляпки | - «Ballada Alladyna» (з Марціном Баранським)                                                 | [ 34 ]  |

| Рік  | Назва                                        | Трек                           | Джерело |
| ---- | -------------------------------------------- | ------------------------------ | ------- |
| 1986 | Młynarski Śpiewany Przez Przyjaciół          | - «Życie kocham cię nad życie» | [ 35 ]  |
| 1987 | Czas Nas Uczy Pogody — Piosenki Jacka Cygana | - «Jaka róża, taki cierń»      | [ 36 ]  |
| 2006 | To miłość mi wszystko wyjaśniła              | - «Emilii mojej matce»         | [ 37 ]  |

## Інтерв'ю
- RADOŚĆ I MELANCHOLIA — з Едитою Гепперт розмовляє Станіслав Блащина